# Yomp
Yomp er Royal Marines' slang for langdistance-marcher i kuperet terræn, med fuld udrustning. Det står for Your Own Marching Pace (dansk: dit eget marchtempo) og er ikke en typisk parademarch i takt eller i geledder. Kom til offentlighedens bevidsthed under falklandskrigen i 1982 og blev fejlagtig anvendt for alle britiske elitesoldaters 90 km march med 36 kg oppakning fra brohovedet Port San Carlos til de argentinske stillinger ved Stanley.
I årene efter falklandskrigen blev yomp også brugt af civile vandreklubber. I dag er udtrykket stadigvæk en naturlig del af militær-slang hos alle britiske enheder, der benytter udtrykket efter fri fortolkning.
Den britiske hær bruger udtrykket Tab, Tactical Advance to Battle (taktisk fremrykning til kamp), i stedet.